# Abdul Wahid Aziz
Abdul Wahid Aziz (àrab: عبد الواحد عزيز)  (Bàssora, 1931 - Bagdad, 1982) fou un aixecador iraquià que va competir durant les dècades de 1950 i 1960.
El 1960 va prendre part en els Jocs Olímpics d'Estiu de Roma, on va guanyar la medalla de bronze en la categoria del pes lleuger del programa d'halterofília. Aquesta continua sent l'única medalla olímpica aconseguida per Iraq. En el seu palmarès també destaca una medalla de bronze al Campionat del món d'halterofília entre 1959.
Perseguit per les seves idees d'esquerra, fou empresonat diverses vegades. La darrera de les detencions, el 1980 pel règim de Saddam Hussein, afectaren la seva salut, morint l'any següent.